# Joachim Sonderhoff
Joachim „Achim“ Sonderhoff (* 16. Dezember 1935; † 11. Januar 2008) war ein deutscher Radioregisseur und Hörfunkmoderator.

## Leben
Achim Sonderhoff führte in unzähligen Hörfunksendungen des WDR Regie, nachdem er u. a. schon in den legendären „Paul Temple“-Produktionen, so in Paul Temple und der Fall Spencer (1959) und Paul Temple und der Fall Margo (1962) unter Regisseur Eduard Hermann und 1964 unter Rolf von Goth bei den Glocken des Todes assistiert hatte. Sonderhoff produzierte Unterhaltung auf hohem Niveau, mit Lust am fundierten Experiment. Zusammen mit einem Team junger Journalisten kreierte er die avantgardistische Radio-Pop-Politik-Collage „Panoptikum“, die neue Formen ins Radio brachte und dafür auch ausgezeichnet wurde. Sonderhoff moderierte auch seit Ende der 1960er-Jahre im WDR für die damalige Zeit topaktuelle Musiksendungen wie „Pop Revolution“ (mit Henryk M. Broder), „Matinee der Liedersänger“ und die „Radiothek“.
1969 wurde ihm der Kurt-Magnus-Preis für überdurchschnittliche Leistungen im Hörfunkjournalismus verliehen.

## Werke als Hörspielregisseur
- 1968–1975: Monatliche Pop-Radio-Collage „Panoptikum“ beim NDR/WDR (unter anderem zusammen mit: Henryk M. Broder, Hans-Jürgen Haug, Rolf-Ulrich Kaiser, Hubert Maessen, Rosa Pape, Gretel Rieber, Tom Schroeder)[2]
- 1987: Harry Kemelman: Am Dienstag sah der Rabbi rot. Kriminalhörspiel mit Gerd Baltus u. a. (WDR)
- 1988: Hörspielserie „30 Jahre Deutscher Herbst“
- 1995: Erste Dolby-Surround-Hörfunkproduktion des WDR
- 1999: Karlheinz Koinegg: Die Abenteuer und Irrfahrten des Odysseus (6 Teile) (Originalhörspiel, Kinderhörspiel – WDR)[3]

## Werke als Autor
- Jimi Hendrix. Voodoo Chile. Die Biographie einer Rocklegende, Bastei-Lübbe, Bergisch Gladbach 1981, ISBN 3-404-60040-1